# عبد القادر الوسلاتي
عبد القادر الوسلاتي ويسمى قادر الوسلاتي (بالفرنسية: Abdelkader Oueslati)، ولد في 7 أكتوبر 1991 في أوليول (إقليم فار) في فرنسا. هو لاعب كرة قدم دولي لديه الجنسيتين الفرنسية والتونسية يلعب حالياً في النادي الأفريقي . طوله 1.84 متر ووزنه 71 كغ.

لعب بين 2012 و2015 في نادي أتلتيكو مدريد وأعير في 2014 إلى نادي نومانسيا, ومنذ 2015، إنتقل إلى النادي الإفريقي التونسي وأعير إلى نادي الفتح السعودي في عام 2017 . إختار المنتخب التونسي ليلعب معه وترك المنتخب الفرنسي.

## سيرة ذاتية
بدأ قادر الوسلاتي مسيرته الرياضية مع سبورتينغ تولون فار كلاعب خط وسط دفاعي بين 2006 و2009، قبل أن يجلب اهتمام نادي أتلتيكو مدريد الإسباني الذي وقع معه عقدا في 2010.

في مدريد، بدأ مع نادي أتلتيكو مدريد بي الذي يلعب في الدرجة الثالثة. مدرب الفريق الأول دييغو سيميوني طلبه للعب عدة مباريات في دوري أوروبا. في 2012، بدأ مشواره الدولي مع منتخب تونس لكرة القدم أين لعب معه خمسة مباريات.

في صيف 2012، إنتقل لأتلتيكو مدريد كلاعب محترف. في 2013، ظهر رفقة صديقة وهبي خزري في القائمة التحضيرية للمستدعين مع المنتخب في كان 2013، إلا أنه لم يتم الإبقاء عليه بعد ذلك.

## روابط خارجية
- عبد القادر الوسلاتي على موقع الاتحاد الأوربي (الإنجليزية)
- عبد القادر الوسلاتي على موقع قاعدة بيانات كرة القدم.إي يو (الإنجليزية)
- عبد القادر الوسلاتي على موقع ناشيونال فوتبول تيمز (الإنجليزية)
- عبد القادر الوسلاتي على موقع Soccerway.com (الإنجليزية)
- عبد القادر الوسلاتي على موقع كووورة
- عبد القادر الوسلاتي على موقع AS.com (الإسبانية)